# NWA王座一覧
NWA王座一覧（NWAおうざいちらん）は、アメリカ合衆国のプロレスプロモート連盟であるNWA（ナショナル・レスリング・アライアンス）が管理、認定していたチャンピオンベルトの一覧である。

## 世界王座
- NWA世界ヘビー級王座

NWA王座の中で最高峰に位置する王座。日本人選手では1974年、1979年、1980年にジャイアント馬場、1990年代に藤波辰爾、蝶野正洋、グレート・ムタ、小川直也、2000年代に橋本真也、2010年代に小島聡、天山広吉が王者になっている。
- NWA世界ジュニアヘビー級王座

日本人選手では1964年にヒロ・マツダ、1980年代にタイガーマスク（初代）、ザ・コブラ、ヒロ斎藤が王者になっている。1990年代にジュニア8冠王座の1つとして日本に定着してザ・グレート・サスケ、ウルティモ・ドラゴン、獣神サンダー・ライガーが王者になっている。2006年にタイガーマスク（4代目）が王者になっている。プロレスリングZERO1が管理している同じ王座名のNWA世界ジュニアヘビー級王座は別物で、ZERO1が発足した「ニュー・レスリング・アライアンス（NWA）」という同じ「NWA」の略称を持つ王座認定組織が認定している。
- NWA世界ライトヘビー級王座

日本人選手では1973年に木村健悟が王者になっている。現在はCMLLで名称をNWA世界ヒストリック・ライトヘビー級王座に変更してタイトルマッチが行われている。
- NWA世界ミドル級王座

日本人選手では1970年にマシオ駒、1978年に佐山聡が王者になっている。現在はCMLLで名称をNWA世界ヒストリック・ミドル級王座に変更してタイトルマッチが行われている。
- NWA世界ウェルター級王座

1990年代にジュニア8冠王座の1つとして日本に定着していた。現在はCMLLで名称をNWA世界ヒストリック・ウェルター級王座に変更してタイトルマッチが行われている。
- NWA世界タッグ王座
- NWA世界6人タッグ王座
- NWA世界女子王座

日本人選手では1960年代に巴ゆき子が王者になっている。
- NWA世界女子タッグ王座
- NWA世界TV王座
- NWA世界女子TV王座
- NWA世界ブラスナックル王座

ハードコアマッチの王座。
- NWA世界ミゼット王座

ミゼットプロレスの王座。

## 大陸王座
- NWAインターナショナル・ライトヘビー級王座
- NWA北米ヘビー級王座
- NWA北米タッグ王座
- NWAヨーロピアン・ヘビー級王座
- NWAヨーロピアン・タッグ王座

## ナショナル王座
- NWAナショナル・ヘビー級王座
- NWAナショナルTV女子王座
- NWA UKヘビー級王座
- NWA UKジュニアヘビー級王座
- NWAカナディアン・ヘビー級王座
- NWAカナディアン・タッグ王座
- NWAフランス・ヘビー級王座
- NWAスコティッシュ・ヘビー級王座

## 地方王座
- NWAコンチネンタル・ヘビー級王座
- NWAコンチネンタル・タッグ王座
- NWA DAWG王座
- NWA EDGEタッグ王座
- NWA EDGEノースカロライナ・ヘビー級王座
- NWA MACWヘビー級王座
- NWA MACWタッグ王座
- NWA MACWジュニアヘビー級王座
- NWA MACW女子王座
- NWA MACWハードコア王座
- NWAピュア王座
- NWAアルファ王座
- NWAアトランティック・カナディアン・ヘビー級王座
- NWAセントラル・ステーツ・ヘビー級王座
- NWAカンザス・ステーツ・ヘビー級王座
- NWAフロリダ・グローバル・タッグ王座
- NWAアマリロ・ヘビー級王座
- NWAヒューストン・ジュニアヘビー級王座
- NWAヒューストン女子王座
- NWAローンスター・ヘビー級王座
- NWAローンスター・タッグ王座
- NWAローンスター・ジュニアヘビー級王座
- NWAミッドアトランティック・ヘビー級王座
- NWAミッドアトランティック・ヘリテイジ王座
- NWAミッドアトランティック・タッグ王座
- NWAミッドアトランティック女子王座
- NWAマウンテンステート・タッグ王座
- NWAニューヨーク・ノーリミッツ王座
- NWAニューヨーク・タッグ王座
- NWAオンファイア・ヘビー級王座
- NWAオンファイア・タッグ王座
- NWAオンファイアTV王座
- NWAアップステート・ヘビー級王座
- NWA太平洋北西部女子王座
- NWA太平洋北西部ハードコア王座
- NWAスモーキー・マウンテン王座
- NWAスモーキー・マウンテン・タッグ王座
- NWA南部ヘビー級王座
- NWA南部タッグ王座
- NWA南部ジュニアヘビー級王座
- NWA南部女子王座
- NWA南東部ヘビー級王座
- NWAトップ・オブ・テキサス・ヘビー級王座
- NWAトップ・オブ・テキサス・パンハンドル・ヘビー級王座
- NWAトップ・オブ・テキサス・タッグ王座
- NWAトップ・オブ・テキサス・ジュニアヘビー級王座
- NWAトップ・オブ・テキサス・ハードコア王座
- NWAテキサス・ヘビー級王座
- NWAテキサス・タッグ王座
- NWAテキサス・ジュニアヘビー級王座
- NWAテキサス女子王座
- NWAテネシー・ヘビー級王座
- NWAテキソマ・ヘビー級王座
- NWAテキソマ・タッグ王座
- NWAトップロープ南部タッグ王座
- NWAトップロープ・ジュニアヘビー級王座
- NWA UKセントラルカントリーズ王座
- NWAアップステート・ヘビー級王座
- NWAヴァージニア・アルファ・ヘビー級王座

## 封印、廃止、統合された世界王座
- NWA世界6人タッグ王座
- NWA世界TV王座

設立当初はNWAミッドアトランティックTV王座の名称だったが1985年にNWA世界TV王座、1991年にWCWでWCW世界TV王座の名称になった。
- NWA世界女子タッグ王座

後のWWF世界女子タッグ王座。
- NWA世界ブラスナックル王座

ハードコアマッチの王座。
- NWA世界ミゼット王座

ミゼットプロレスの王座。
- NWA世界6人タッグ王座（ミッドアトランティック版）

後にWCW世界6人タッグ王座として統合。
- NWA世界6人タッグ王座（テキサス版）

後にWCWA世界6人タッグ王座として統合。
- NWAインディペンデント世界ヘビー級王座

## 封印、廃止、統合された大陸王座
- NWAインターナショナル・ヘビー級王座

現在は全日本プロレスの三冠ヘビー級王座に統合されている。
- NWAインターナショナル・タッグ王座

現在は全日本プロレスの世界タッグ王座に統合されている。
- NWAインターナショナル・ジュニアヘビー級王座
- NWAインターナショナル女子王座
- NWAインターナショナル女子タッグ王座

ジャガー横田&奥村ひとみ組が王者になっている。
- NWAユナイテッド・ナショナル・ヘビー級王座

現在は全日本プロレスの三冠ヘビー級王座に統合されている。
- NWAユナイテッド・ナショナル・ヘビー級王座（日本版）

元々はNWAが認定していたが現在はプロレスリングZERO1が発足した「NWA（ニュー・レスリング・アライアンス）」という同じ「NWA」の略称を持つ王座認定組織が認定している。
- NWAインターコンチネンタル・タッグ王座

元々はNWAが認定していたが現在はプロレスリングZERO1が発足した「NWA（ニュー・レスリング・アライアンス）」という同じ「NWA」の略称を持つ王座認定組織が認定している。
- NWAインターナショナル・ライト・タッグ王座

元々はNWAが認定していたが現在はプロレスリングZERO1が発足した「NWA（ニュー・レスリング・アライアンス）」という同じ「NWA」の略称を持つ王座認定組織が認定している。
- NWAスーパーヘビー級王座

体重130kg以上の選手を対象にした王座。
- NWAアメリカス・ヘビー級王座

元々はロサンゼルスにあるWWAが管理、認定していたWWA世界ヘビー級王座だったがNWAに吸収されて、王座名を変更してロサンゼルスのローカル王座に格下げされた。グレート小鹿、グラン浜田、小林邦昭が王者になっている。
- NWAアメリカス・タッグ王座

元々はロサンゼルスにあるWWAが管理、認定していたWWA世界タッグ王座だったがNWAに吸収されて、王座名を変更してロサンゼルスのローカル王座に格下げされた。グレート小鹿が外国人選手とのタッグ、マサ斎藤が外国人選手とのタッグ、キンジ渋谷&マサ斎藤組、上田馬之助&木村健悟組、剛竜馬が外国人選手とのタッグ、ラッシャー木村&剛竜馬組が王者になっている。
- NWAアメリカス6人タッグ王座
- NWA北米ヘビー級王座（ハワイ版）
- NWA北米ヘビー級王座（アマリオ版）
- NWA北米ヘビー級王座（トリステイト版）

後のミッドアトランティック南米ヘビー級王座
- NWA北米タッグ王座（フロリダ版）
- NWA北米タッグ王座（セントラル・ステーツ版）
- NWA北米タッグ王座（プエルトリコ版）
- NWA北米タッグ王座（ロサンゼルス & 日本版）

新日本プロレスが管理していた。
- NWAパシフィック女子王座

NEO女子プロレスが管理していた。

## 封印、廃止、統合されたナショナル王座
- NWAアメリカン・ヘビー級王座

前身はNWA USヘビー級王座（テキサス版）、後にWCWA世界ヘビー級王座。藤波辰爾が王者になっている。
- NWAアメリカン・タッグ王座

前身はNWA USタッグ級王座（テキサス版）、後にWCWA世界タッグ王座。
- NWAオーストラジアン・ヘビー級王座
- NWAオーストラジアン・タッグ王座
- NWAカナディアン・ヘビー級王座（カルガリー版）
- NWAカナディアン・ヘビー級王座（ハリファックス版）
- NWAカナディアン・ヘビー級王座（トロント版）
- NWAカナディアン・ヘビー級王座（バンクーバ版）
- NWAカナディアン・オープン・タッグ王座
- NWAカナディアン・タッグ王座（カルガリー版）
- NWAカナディアン・タッグ王座（バンクーバー版）
- NWAナショナル・タッグ王座
- NWAナショナルTV王座

ジョージア・チャンピオンシップ・レスリングの王座。設立当初はNWAジョージアTV王座として始まって1980年に改名。1983年から1985年はNWA世界TV王座に改名するがジム・クロケット・プロモーションズが団体をWWFから買収した後にNWAナショナルTV王座に戻る。1985年4月に消滅。
- NWA USヘビー級王座（セントラルステーツ版）

ミズーリ州にあるNWAセントラルステーツが管理、認定していた王座。1961年から1968年まで存在していた。
- NWA USヘビー級王座（ジョージア版）
- NWA USヘビー級王座（シカゴ版）
- NWA USヘビー級王座（デトロイト版）
- NWA USヘビー級王座（ガルフコースト版）
- NWA USヘビー級王座（ハワイ版）
- NWA USヘビー級王座（ミッドアトランティック版）

1988年から2001年までWCWがWCW US王座として管理、認定していたが、WWEインターコンチネンタル王座と統合されて廃止されたが2003年にWWEでWWE US王座として復活。
- NWA USヘビー級王座（サンフランシスコ版）
- NWA USヘビー級王座（トロント版）
- NWA USヘビー級王座（フロリダ版）
- NWA USヘビー級王座（ミネアポリス版）

後のAWA USヘビー級王座。
- NWA USジュニアヘビー級王座（ジョージア版）
- NWA USタッグ王座（オハイオ版）
- NWA USタッグ王座（ミッドアトランティック版）

後のWCW USタッグ王座。
- NWA USタッグ王座（ノースイースト版）

後のWWWF USタッグ王座。
- NWA USタッグ王座（トリステイト版）
- NWA US女子王座

## 封印、廃止、統合された地方王座
- NWAアラバマ・ヘビー級王座
- NWAアーカンソー・ヘビー級王座
- NWAアトランティクコースト・タッグ王座
- NWAビート・ザ・チャンプTV王座
- NWAブラスナックル王座（ロサンゼルス版）
- NWAブラスナックル王座（アマリオ版）
- NWAブラスナックル王座（フロリダ版）
- NWAブラスナックル王座（ミッドアトランティック版）
- NWAブラスナックル王座（ニューイングランド版）
- NWAブラスナックル王座（サウスイースタン版）
- NWAブラスナックル王座（テキサス版）
- NWAブラスナックル王座（トリステイト版）
- NWAセントラルステーツ・タッグ王座

ハート・オブ・アメリカ・スポーツ・アトラクションズの王座。1979年から団体消滅の1988年まで存在していた。
- NWAセントラル・ステイツTV王座

ハート・オブ・アメリカ・スポーツ・アトラクションズの王座。1977年から団体消滅の1988年まで存在していた。
- NWAコロラド・ヘビー級王座
- NWAイースタン・ステーツ・ヘビー級王座
- NWAフロリダ・バーミヤン・ヘビー級王座
- NWAフロリダTV王座
- NWAジョージア・ヘビー級王座

1964年から1981年までジョージア・チャンピオンシップ・レスリングが管理、認定していた。団体消滅後はNWAナショナル・ヘビー級王座と統合された。
- NWAジョージア・タッグ王座

ジョージア・チャンピオンシップ・レスリングが1968年から1980年まで管理、認定していた。後にNWAナショナル・タッグ王座と統合された。
- NWAジョージア・ジュニアヘビー級王座
- NWAジョージアTV王座

1980年にNWAナショナルTV王座と統合された。
- NWAユタ・ヘビー級王座
- NWAユタ・タッグ王座
- NWAユタ・ミドル級王座
- NWAアイダホ・ヘビー級王座
- NWAルイジアナ・ヘビー級王座

後のミッドサウスルイジアナ・ヘビー級王座。
- NWAメリーランド・ヘビー級王座

後のECWメリーランド・ヘビー級王座。
- NWAミッドアトランティックTV王座

後のWCW世界TV王座。
- NWAウェストバージニア・ライトヘビー級王座
- NWAニューメキシコ・ヘビー級王座
- NWAニューメキシコ・ジュニアヘビー級王座
- NWAニューメキシコ・ライトヘビー級王座
- NWAニューメキシコ・タッグ王座
- NWAニューイングランド・ヘビー級王座
- NWAニューイングランド・コロニアル・ヘビー級王座
- NWAニューイングランド・ジュニアヘビー級王座
- NWAニューイングランド・タッグ王座
- NWAニューイングランドTV王座

後のCWA TV王座。
- NWAニューイングランド女子王座
- NWAニューイングランドXディビジョン王座
- NWAニュージャージ・ヘビー級王座
- NWAルイジアナ・ヘビー級王座
- NWAルイジアナ・タッグ王座
- NWAアーカンソー・ヘビー級王座
- NWAアーカンソー・タッグ王座
- NWAオハイオ・ヘビー級王座
- NWAオクラホマ・ヘビー級王座
- NWAオクラホマ・ジュニアヘビー級王座
- NWAオレゴン・ヘビー級王座
- NWAパシフィック・インターナショナル・ヘビー級王座
- NWAパシフィック・コースト・ヘビー級王座（サンフランシスコ版）
- NWAパシフィック・コースト・ヘビー級王座（バンクーバ版）
- NWAパシフィック・コースト・タッグ王座（サンフランシスコ版）
- NWAパシフィック・コースト・タッグ王座（バンクーバ版）
- NWAパシフィック・ノースウエスト・ヘビー級王座
- NWAパシフィック・ノースウエスト・タッグ王座
- NWAパシフィック・ノースウエストTV王座
- NWAペンシルベニア・ヘビー級王座
- NWAロッキー・マウンテン・ヘビー級王座
- NWAサウスイースタン・ヘビー級王座
- NWAサウスイースタン・セントラル・ヘビー級王座（ノーザン・ディビジョン版）
- NWAサウスイースタン・セントラル・タッグ王座

後のCWFタッグ王座。
- NWAサウスイースタン・タッグ王座

後のCWFタッグ王座。
- NWAサウスイースタン・セントラル・ジュニアヘビー級王座
- NWAサウスイースタン・セントラルTV王座
- NWAサウザン・ヘビー級王座（ジョージア版）
- NWAサウザン・ヘビー級王座（ノックスビル版）
- NWAサウザン・ヘビー級王座（ミッドアメリカ版）

後のメンフィス・サウザン・ヘビー級王座。
- NWAサウザン・ヘビー級王座（テネシー版）
- NWAサウザン・タッグ王座（フロリダ版）
- NWAサウザン・タッグ王座（ジョージア版）
- NWAサウザン・タッグ王座（ガルフコースト版）
- NWAサウザン・タッグ王座（ノックスビル版）
- NWAサウザン・タッグ王座（ミッド・アトランティック版）
- NWAサウザン・タッグ王座（ミッド・アメリカ版）

後のAWAサウザン・タッグ王座。
- NWAサウザン・ジュニアヘビー級王座
- NWAサウザン女子王座
- NWAサウスイースト・ヘビー級王座
- NWAサウスイースト・ジュニアヘビー級王座
- NWAバンクーバー・ヘビー級王座
- NWAウエスタン・ステーツ・ヘリテイジ王座
- NWAウエスタン・ステーツ・タッグ王座
- NWAワイルドサイド・ヘビー級王座
- NWAワイルドサイド・ライトヘビー級王座
- NWAワイルドサイド・ハードコア王座
- NWAアナーキー・ヘビー級王座
- NWAアナーキー・タッグ王座
- NWAアナーキーTV王座
- NWAアリゾナ・ヘビー級王座
- NWAカリフォルニア・ヘビー級王座
- NWAカリフォルニア女子王座
- NWAセントラル・ステイツ・ヘビー級王座
- NWAシャーロット・ヘビー級王座
- NWAシャーロット・クルーザー級王座
- NWAコンチネンタル・ヘビー級王座
- NWA ECCWヘビー級王座
- NWA ECCWタッグ王座
- NWAフロリダ・ヘビー級王座
- NWAフロリダ・ジュニアヘビー級王座
- NWAフロリダ・ライトヘビー級王座
- NWAフロリダ・タッグ王座
- NWAフロリダ・グローバル・タッグ王座
- NWAフロリダXディビジョン王座
- NWAフロリダTV王座
- NWAフロリダ女子王座
- NWAハワイ・ヘビー級王座
- NWAハワイ・タッグ王座
- NWAハワイ・ジュニアヘビー級王座
- NWAポリネシアン・パシフィック・ヘビー級王座
- NWAポリネシアン・パシフィック・タッグ王座
- NWAポリネシアン・パシフィック・ジュニアヘビー級王座
- NWAハートアイランド・ステイツ王座
- NWAヘリテイジ王座

澤田敦士が王者になっている。
- NWAイリノイ・ヘビー級王座
- NWAイリノイ・ライトヘビー級王座
- NWAインディアナ・ヘビー級王座
- NWAアイオワ・ヘビー級王座
- NWAアイオワ・タッグ王座
- NWAミッドアメリカ・ヘビー級王座
- NWAミッドアメリカ・タッグ王座
- NWAミッドアメリカ・ジュニアヘビー級王座
- NWAミッドアメリカTV王座
- NWAミッドアトランティック・ヘビー級王座
- NWAミッドアトランティック・タッグ王座
- NWAミッドアトランティックTV王座
- NWAミッドアトランティック・ヘリテイジ王座
- NWAミッドアトランティック女子王座
- NWAミッドウエスト・ヘビー級王座
- NWAミッドウエスト・タッグ王座
- NWAミッドウエストXディビジョン王座
- NWAミッドウエスト女子王座
- NWAミシシッピ・ヘビー級王座
- NWAミズーリ・ヘビー級王座

ミズーリ州のセントルイス・レスリング・クラブとハート・オブ・アメリカ・スポーツ・アトラクションズ（セントラル・ステーツ・レスリング）における王座。1972年に設立されてセントラル・ステーツ・レスリングがジム・クロケット・プロモーションズに吸収される1986年まで存在していた。通常は両団体のトップスターであるハーリー・レイスが保持してNWA世界ヘビー級王座に挑戦する「足がかり」または「登竜門」と位置づけられていた。ミズーリ州の王座ではあるが全日本プロレスでもタイトルマッチが行われていた。
- NWAウェストバージニア・ヘビー級王座
- NWAウェストバージニア・タッグ王座
- NWAオレゴン・ヘビー級王座
- NWAパシフィック・ノースウエスト女子王座
- NWAパシフィック・ノースウエスト・ハードコア王座
- NWAショックウェーブ・ヘビー級王座
- NWAショックウェーブ・タッグ王座
- NWAショックウェーブ・クルーザー級王座
- NWAショックウェーブ女子王座
- NWA北部ヘビー級王座
- NWAバンクーバー・ヘビー級王座
- NWAバージニア・ヘビー級王座
- NWAバージニア・タッグ王座
- NWAバージニア・ジュニアヘビー級王座
- NWAウエスタン・ステーツ・ヘビー級王座
- NWAウエスタン・ステーツ・ヘリテージ・ヘビー級王座
- NWAウィスコンシン・ヘビー級王座
- NWAウィスコンシン・ジュニアヘビー級王座
- NWAウィスコンシン・ライトヘビー級王座
- NWAウィスコンシン・ミドル級王座
- NWAウィスコンシン・タッグ王座
- NWAウィスコンシンXディビジョン王座
- NWAバーミングハム・ヘビー級王座
- NWAインター・マウンテン・ヘビー級王座
- NWAインター・マウンテン・ジュニアヘビー級王座
- NWAインター・マウンテン・ウェルター級王座
- NWAインター・マウンテン・タッグ王座